# Miraheze
Mirahezeとは、MediaWikiを利用するサイトのホスティングサービスである。Mirahezeの読み方は確定していないが、一般的には「ミラヘゼ」「マイラヒーズ」「ミラハゼ」「ミラエゼ」などと呼ばれる。

## 概要
2015年7月にサービスを開始。寄付を唯一の資金源として運営されている。
特徴としては、システム上の機能申請やバグ対応などに対処するために、PhorgeというPhabricatorからフォークされたシステムが使われていることや、最新バージョンのMediaWikiで稼動していることが挙げられる。
一部例外を除いたインストール済みの拡張機能の有効化と無効化、ライセンス・言語・公開状態（公開・非公開）・ロゴ、ウィキの活動状態（閉鎖・休止）の変更は、ManageWikiという拡張機能により各自で行えるようになっている。また、権限グループの権限の変更や新規作成も、各自で行えるようになっている。各々のウィキの管理者にできることは彼ら自身にやってもらう方向に徐々に移行しつつある。

## 事件
2022年11月16日、クラウドサーバーの一つであるCloud14のうちdb141に障害が発生したがすぐにMirahezeスタッフによって復旧された。しかしその後調査のためホスティングしているプロバイダにディスクの調整を依頼するもプロバイダが退避のために準備しようとしたCloud13を再セットアップするつもりが誤ってCloud14のデータサーバーdb141を再セットアップするという深刻なヒューマンエラーが発生した。
2023年3月頃から6月にかけ、主要な技術スタッフが相次いで辞任し、新たなWikiファームWikiTideを創設した。
2023年6月16日、取締役会が解散。ボランティア不足により運営困難であるとの理由で10月1日をもって閉鎖する旨の告知が行われた。
2023年6月18日、新たな理事が就任し「Mirahezeは閉鎖しない」との声明が発表された。
2024年1月7日、Mirahezeはコミュニティによる投票の結果、WikiTide財団への統合が決定されたことを発表した。